# Вільям Сендерс (письменник)
Вільям Сендерс (англ. William Sanders; 28 квітня 1942 — 29 червня 2017) — американський письменник-фантастом, в основному відомим своєю малою прозою в жанрі альтернативної історії та фантастичними романами, часто з елементами індіанської культури, старший редактор онлайн-журналу наукової фантастики «Спираль НФ» (англ. «Helix SF»). Він двічі вигравав премію Sidewise Award за альтернативну історію та був фіналістом інших премій, зокрема премії «Неб'юла» ..

## Життєпис
Сендерс народився в 1942 році в Арканзасі. Представник нації черокі, Сендерс закінчив університет штату Арканзас в Монтічелло. Він служив в армії США з 1963 по 1966 рік і брав участь у війні у В'єтнамі.
Сендерс і його дружина Філліс жили в Талекве, штат Оклахома. Сендерс помер після тривалої хвороби 29 червня 2017 року

## Творчість
Сендерс розпочав свою літературну кар'єру в 1973 році, написавши книги та журнальні колонки, присвячені спорту та активному відпочинку. Серед його пізніших фантастичних романів — «Подорож до Фусанга» (1988), «Блакитне та сіре» (1991) і «Балада про Біллі Бадаса та Туркестанську троянду» (1999). Перші дві — це альтернативні історії з гумористичним ухилом, а остання — фентезійний роман.
Він також написав низку детективних романів, у тому числі серію із автором вестернів Таґґартом Роупером, починаючи з «Наступної жертви» (St. Martin's Press 1993), а також романи, які видавництво рекламує як гостросюжетної прози/пригод, починаючи з «Хардболл» Hardball (Berkley Jove 1992). У авторській післямові до свого оповідання «Ninekiller and the Neterw», включеного до збірки-триб'юту Роджера Желязні «Володар фантастикиLord of the Fantastic», Сендерс згадує Роджера Желязні за те, що він переконав Сендерса повернутися до написання науково-фантастичних творів на теми американських індіанців.
Сендерс, крім того раніше був також відомий як танцюрист пау-вау, в літературі найбільше своїм використанням тем американських індіанців і сухим, часто цинічним почуттям гумору. Його найбільш антологізований і, мабуть, найвідоміший твір — «Невідкрите», альтернативна історія, у якій Шекспір переміщується до Вірджинії та пише " Гамлета " для племені черокі . Твір здобув премію «Кружний шлях» (англ. «Sidewise») за альтернативну історію в 1997 році. У 2002 році Сендерс отримав другу премію «Кружний шлях» за свій твір «Імперія» . Сендерс зазначав водночас, що вважає своїм найкращим оповіданням «Сухі кістки» .
Прихильний до деталей і точності, Сендерс займався також вивченням історії США, що призвело до публікації в 2003 році нехудожньої книги «Завоювання: Ернандо де Сото та індіанці, 1539—1543», книги, розпочатої близько двох десятиліть тому і дослідженої, багато подорожуючи південно-східним кварталом США, на мотоциклі, невеликому човні та пішки, повторюючи ймовірні маршрути мандрівника Ернандо де Сото.
Як письменник-публіцист, він став автором численних статей про бойові мистецтва та види спорту на відкритому повітрі, а також книги про велогонки, каякінг та туризм. Як Сандаун Слім він писав гумористичну колонку для «Велозмагання» Competitive Cycling, журналу про велоперегони в середині 1970-х років. У той же період він також працював у журналі «Мотосвіт» (англ. «Bike World»).

## Журнал «Спираль НФ»
З 2006 року до останнього випуску в 2008 році Сендерс був редактором і видавцем щоквартального інтернет-журналу «Спираль НФ» (англ. «Helix SF») . Відповідно до Енциклопедії наукової фантастики, «Спираль НФ» «загалом хвалили за якість його художньої літератури та поезії». Журнал також був відомий тим, що майже половина опублікованих творів була написана жінками, мабуть, єдиний жанровий журнал того часу, який зробив це.
У 2008 році Сендерс написав лист-відмову, в якому назвав мусульман «головоломами», «червоголовими» і «нездатними до чесності». Пізніше Сендерс заперечував, що мав на увазі мусульман в цілому. Однак суперечка зрештою призвела до того, що кілька авторів попросили вилучити свої твори з архівів «Helix» після того, як вони дізналися, що Сендерс запропонував таке Нори К. Джемісін . У результаті суперечки Сендерс закрив журнал і видалив його веб-сайт, заблокувавши доступ до будь-яких архівів журналу.